# Фабіан Лустенбергер
Фабіан Лустенбергер (нім. Fabian Lustenberger, нар. 2 травня 1988, Небіон) — швейцарський футболіст, захисник, півзахисник клубу «Янг Бойз».
Виступав, зокрема, за клуб «Герта», а також національну збірну Швейцарії.
Дворазовий чемпіон Швейцарії. Володар Кубка Швейцарії. 

## Клубна кар'єра
У дорослому футболі дебютував 2005 року виступами за команду «Люцерн», у якій провів три сезони, взявши участь у 33 матчах чемпіонату. 
Протягом 2007—2015 років захищав кольори клубу «Герта» II.
Своєю грою за останню команду привернув увагу представників тренерського штабу клубу «Герта», до складу якого приєднався 2008 року. Відіграв за берлінський клуб наступні одинадцять сезонів своєї ігрової кар'єри. Більшість часу, проведеного у складі «Герти», був основним гравцем команди.
До складу клубу «Янг Бойз» приєднався 2019 року. Станом на 20 січня 2023 року відіграв за бернську команду 84 матчі в національному чемпіонаті.

## Виступи за збірні
Протягом 2007–2011 років залучався до складу молодіжної збірної Швейцарії. На молодіжному рівні зіграв у 27 офіційних матчах, забив 2 голи.
У 2013 році дебютував в офіційних матчах у складі національної збірної Швейцарії.

## Титули і досягнення
- Чемпіон Швейцарії (3):

«Янг Бойз»: 2019-20, 2020-21, 2022-23
- Володар Кубка Швейцарії (2):

«Янг Бойз»: 2019-20, 2022-23